# Inger Smits
Inger Smits (ur. 17 września 1994 r. w Geleenie) – holenderska piłkarka ręczna, reprezentantka kraju, zawodniczka duńskiego klubu Team Tvis Holstebro, występująca na pozycji lewej rozgrywającej.

## Sukcesy reprezentacyjne
- Mistrzostwa Europy:
  -  2018

## Sukcesy klubowe
- Mistrzostwa Holandii:
  -  2013-2014, 2014-2015 (SV Dalfsen)
- Puchar Holandii:
  -  2013-2014, 2014-2015 (SV Dalfsen)